# 比德 (密西西比州)
比德（英語：Bude）是位於美國密西西比州富蘭克林縣的城鎮。

## 人口
根據2020年美國人口普查的數據，比德的面積為3.70平方千米，當中陸地面積為3.69平方千米，而水域面積為0.01平方千米。當地共有人口780人，而人口密度為每平方千米211人。